# Joseph Quinn
Joseph Quinn (Londen, 26 januari 1994) is een Brits acteur, vooral bekend door zijn rol als Eddie Munson in het vierde seizoen van de Netflix-serie Stranger Things. Vóór deze rol was Quinn op de Britse televisie te zien in Dickensian (2016), de miniserie Howards End (2017) en Catherine the Great (2019). Ook heeft hij bijrollen gehad in de BBC-series Les Misérables en Strike.

## Biografie
Quinn werd geboren in Londen en groeide op in Zuid-Londen. Hij ging van 2007 tot 2012 naar Emanuel, een onafhankelijke school. Hij ontving een beurs als onderdeel van hun drama scholar programma. Vervolgens volgde hij de toneelschool aan de London Academy of Music and Dramatic Art, waar hij in 2015 afstudeerde.

### Carrière
Na school werd hij gecast in de hoofdrol van Arthur Havisham in de BBC One-televisieserie Dickensian. Het programma ging in december 2015 in première. In de jaren daarna acteerde hij op het Londense toneel in het National Theatre en Off West End. Hij speelde in 2017 in de vierdelige serie Howards End als Leonard Bast, een jonge bankbediende, tegenover Hayley Atwell. In hetzelfde jaar speelde hij in de korte film KIN en verscheen hij in seizoen 7 van de HBO-serie Game of Thrones als Koner, een Stark-soldaat. In 2019 portretteerde hij Will Ladislaw in een BBC Radio 4-bewerking van Middlemarch.
Quinn acteerde ook in theaterstukken, waarvan hij er één een prijs won als "Beste acteur in een studioproductie" bij de Manchester Theatre Awards 2017 voor zijn optreden in Wish List.
In 2022 speelde hij Eddie Munson in het vierde seizoen van Stranger Things. Hij werd reeds in 2019 uitgekozen voor de rol en de opnames voor het seizoen vonden plaats in 2021. Voor zijn werk in de serie werd Quinn genomineerd voor een Saturn Award voor "beste bijrol in een streamingserie". In augustus 2022 tekende Quinn bij CAA.

## Filmografie

### Film
| Jaar | Titel                           | Rol                        | Regisseur                   |
| ---- | ------------------------------- | -------------------------- | --------------------------- |
| 2018 | Overlord                        | Grunauer                   | Julius Avery                |
| 2019 | Make Up                         | Tom                        | Claire Oakley               |
| 2023 | Hoard                           | Michael                    | Luna Carmoon                |
| 2024 | A Quiet Place: Day One          | Eric                       | Michael Sarnoski            |
| 2024 | Gladiator II                    | keizer Geta                | Ridley Scott                |
| 2025 | Warfare                         | Sam                        | Ray Mendoza en Alex Garland |
| 2025 | The Fantastic Four: First Steps | Johnny Storm / Human Torch | Matt Shakman                |

### Televisie
| Jaar | Titel               | Rol             | Opmerking                       |
| ---- | ------------------- | --------------- | ------------------------------- |
| 2011 | Postcode            | Tim             | Afl. 1                          |
| 2016 | Dickensian          | Arthur Havisham | 19 afl.                         |
| 2017 | Game of Thrones     | Koner           | Afl.: "The Spoils of War" (7.4) |
| 2017 | Howards End         | Leonard Bast    | Miniserie                       |
| 2017 | Timewasters         | Ralph           | 2 afl.                          |
| 2018 | Les Misérables      | Enjolras        | Miniserie, 3 afl.               |
| 2019 | Catherine the Great | Tsarevich Pavel | Miniserie                       |
| 2020 | Small Axe           | PC Dixon        | Afl.: "Mangrove"                |
| 2020 | Strike              | Billy Knight    | 4 afl.                          |
| 2022 | Stranger Things     | Eddie Munson    | Seizoen 4, 9 afl.               |

### Korte films
| Jaar | Titel     | Rol   | Regisseur(s)                                        |
| ---- | --------- | ----- | --------------------------------------------------- |
| 2015 | Instinct  | Dan   | Nathan Hamilton en Henry Leroy-Salta                |
| 2017 | KIN       | Jamie | Helena Middleton                                    |
| 2018 | The Hoist | Hash  | Josef Davies, Henry Leroy-Salta en Callum Woodhouse |

### Toneel (selectie)
| Jaar | Titel      | Rol    | Regisseur           | Locatie                         |
| ---- | ---------- | ------ | ------------------- | ------------------------------- |
| 2016 | Deathwatch | Morris | Geraldine Alexander | The Print Room (Londen)         |
| 2017 | Muggen     | Luke   | Rufus Norris        | Royal National Theatre (Londen) |
| 2017 | Wish List  | Dean   | Matthew Xia         | Royal Court Theatre (Londen)    |